# Congonhal
Congonhal est une municipalité brésilienne de l'État du Minas Gerais et la microrégion de Pouso Alegre.